# Bobby Hebb
Robert Alvin Von Hebb (26. července 1938 Nashville – 3. srpna 2010 tamtéž) byl americký R&B a soulový zpěvák, hudebník a skladatel. Proslavil se zejména svým hitem z roku 1966 s názvem Sunny, který se později dočkal mnoha coververzí.

## Život
Hebb se narodil v Nashvillu v Tennessee. Jeho rodiče, William a Ovalla Hebbovi, byli oba slepí a oba byli hudebníci. Hebb a jeho starší bratr Harold vystupovali v Nashvillu už když byly Bobbymu tři roky a Haroldovi devět.
Bobby později vystupoval v televizní show pořádané producentem country hudby Owenem Bradleym, což mu vyneslo místo u country muzikanta Roye Acuffa. Hebb hrál v Acuffově kapele.
Dne 23. listopadu 1963, den po atentátu na Johna F. Kennedyho, byl bratr Bobbyho bratr Harold zabit v potyčce před nočním klubem v Nashvillu. Bobby byl oběma událostmi zdrcen a hledal útěchu v psaní písní. Jeho nejznámější píseň Sunny byla nahrána v New Yorku a vydána jako singl v roce 1966. Pronikla vysoko v žebříčcích obliby a předstihovala i písně Beatles.
Píseň poté převzalo a upravilo po svém mnoho dalších zpěváků nebo kapel, vznikly stovky jejích verzí. Už v roce 1966 ji zpívala např. Cher, stala se také jedním z největších hitů kapely Boney M. Mezi další interprety, kteří jí dali svůj osobitý výraz, patří Ella Fitzgerald, Tom Jones, Stevie Wonder nebo Bryan Adams.
Hebb žil v rodném Nashvillu až do své smrti ve věku 72 let. Dne 3. srpna 2010 zemřel na rakovinu plic. Je pohřben na místním hřbitově Spring Hill.

## Diskografie

### Alba
- Sunny (1966)
- Love Games (1970)
- That's All I Wanna Know (2005)